# Dave Watson
David Nicholas "Dave" Watson (nascido em 13 de dezembro de 1946) é um ex-ciclista australiano. Ele representou a Austrália nos Jogos Olímpicos de Verão de 1968, competindo na prova de contrarrelógio por equipes (100 km).